# Nicoleta Albu
Nicoleta Albu, romunska veslačica, * 10. avgust 1988, Brăila.